# Fairview Mall

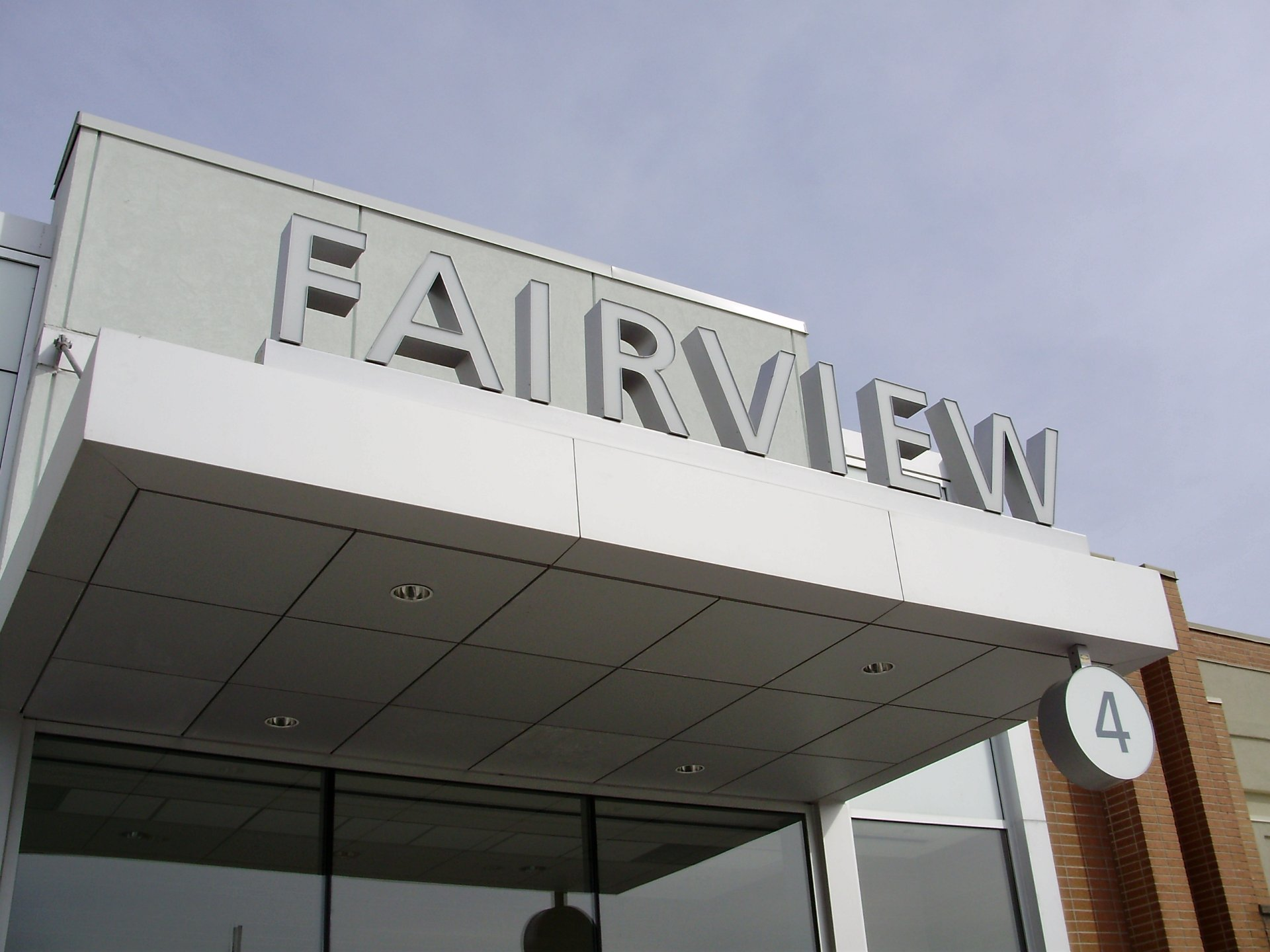

O Fairview Mall é um shopping center localizado na cidade de Toronto, Ontário, no Canadá.